# Piraña
Piraña ist ein Rapid River in Efteling (Kaatsheuvel, Nordbrabant, Niederlande). Die Anlage vom schweizerischen Hersteller Intamin AG wurde am 18. Mai 1983 eröffnet. Piraña war der erste Rapid River Europas und der zweite weltweit.
Der Entwurf stammt vom damaligen Creative Director Ton van de Ven. Der Arbeitstitel war „Rapid River“. Für die Attraktion wurden auch die Alternativnamen „Kon Tiki“ und „Uru Bamba“ in Betracht gezogen, für die man auch jeweils ein eigenes Logo designte. Piraña wurde von Pieter van Vollenhoven, dem Ehemann von Prinzessin Margriet, eröffnet. Für die Einweihungsfeier hatte van Vollenhoven Glückwünsche im Dialekt der südamerikanischen Ayacucho-Indianer einstudiert und taufte die Boote mit Quellwasser, das aus Peru eingeflogen wurde.
Die Wildwasserbahn ist kennzeichnend für Eftelings Strategie in den 1980er-Jahren, sich von einem Märchen- zu einem Freizeitpark zu entwickeln.

## Entwurf
Das Prinzip des Wildwasserlaufs und der Beladung der Boote per Drehscheibe stammt von der schweizerischen Intamin AG, die bereits Gondoletta für den Park baute. Obwohl man bereits 1980 mit dem Gedanken spielte, in Efteling eine Wildwasserbahn zu bauen, war Thunder River in Six Flags Astro World, Houston, der erste Rapid River der Welt. Dadurch hatte man dort auch mit den Kinderkrankheiten zu kämpfen. Später nutzte dann Designer van de Veen den Entwurf von Intamin und übertrug ihn in ein präkolumbianisches Ambiente. Die Eröffnung von Piraña war ursprünglich für 1982 geplant, aufgrund der umfassenden architektonischen Eingriffe in die Landschaft verzögerte sich die Fertigstellung jedoch um ein Jahr.

### Thematisierung

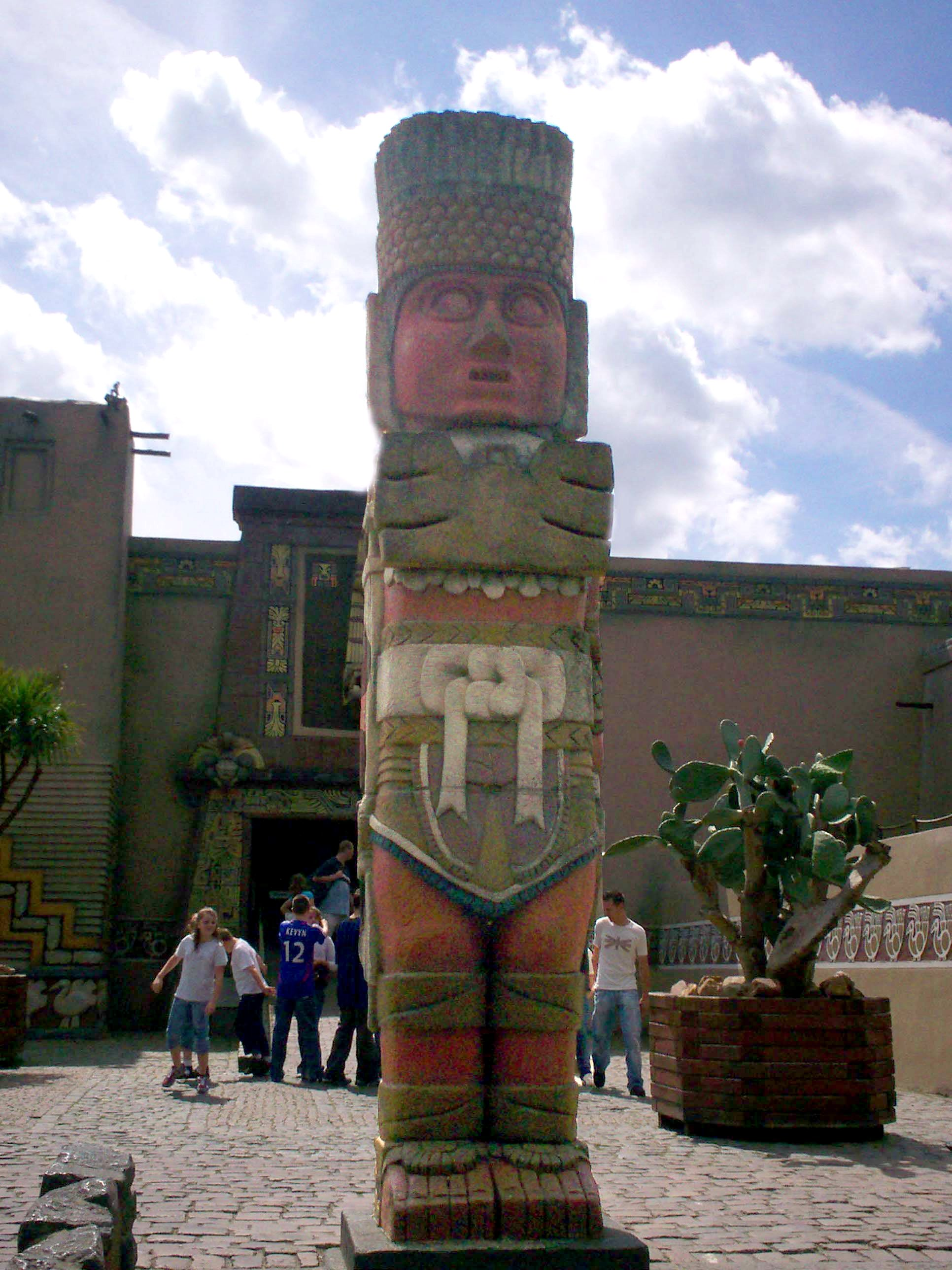
Kriegeratlant vor der Station

In die Thematisierung der Attraktion sind verschiedene mesoamerikanische Kulturen eingeflossen. So ist das Stationsgebäude nach Art der Chibcha dekoriert. Auf dem Vorplatz findet sich einer der 13 Holle Bolle Gijs des Parks in Form eines Chak Mo'ol sowie zwei große teotihuacánische Kriegeratlanten. An der Seite des Eingangs sieht man zwei Köpfe im Mayastil. Im Inneren der Station gibt es farbenfrohe Tahuantinsuyu-Banner und übergroße Tumis. Während der Fahrt sieht man Elemente, die der Ruinenstätte Tiahuanaco nachempfunden sind, außerdem eine Figur der Gottheit Wiraqucha und tierähnliche Dekorationen aus der Chavín-Kultur.

## Technik
In einem sieben Meter tiefen Keller befinden sich vier Pumpen mit einer Gesamtleistung von 300 Kilowatt. Sollte eine der Pumpen ausfallen, ist ein Betrieb auch mit den drei verbleibenden möglich. Piraña ist der größte Stromverbraucher im Park. Sind die Pumpen abgestellt, liegt das Flussbett trocken und das Wasser – insgesamt 35.000 m³ – fließt in einen künstlichen See, der in der Mitte der Attraktion angelegt ist. Die Höhendifferenz innerhalb der Anlage beträgt drei Meter. Vor der Parköffnung werden die Pumpen wieder eingeschaltet und das Wasser strömt in den Graben. An dessen Grund sind Balken unterschiedlicher Dicke montiert, wodurch Stromschnellen und Wellen im Fluss entstehen. In weniger als fünf Minuten ist die Attraktion dann bereit für Besucher.
Am Ende der Fahrt werden die Boote so ausgerichtet, dass der Ausstieg zur Drehscheibe weist. Dazu werden die Boote zwischen einem vertikalen Förderband und der parallel dazu laufenden Drehscheibe eingeklemmt. Hält nun ein Teil des Förderbandes an, während sich die Scheibe weiterdreht, bewirkt das eine Rotation des Bootes um die eigene Achse. Inzwischen geschieht dieses Ausrichten vollautomatisch mithilfe von an den Booten angebrachten Reflektoren und einem Computersystem, das die Position der Reflektoren überwacht. Vorher übernahm ein Mitarbeiter die Steuerung des Förderbandes mit einem Schalter.
Um die Anlage im Notfall anzuhalten, haben die Mitarbeiter mehrere Möglichkeiten: Ein kontrolliertes Abschalten von Teilen der Attraktion, einen „Quick Stop“, der die beweglichen Teile im Antrieb anhält (Drehscheibe in der Station und Förderbänder), und einen Notausschalter, welcher die Stromzufuhr der gesamten Anlage unterbricht. Dadurch werden die Pumpen abgeschaltet, ebenso die Wasserfälle und die Wellenmaschinen. Die Boote werden somit durch das trockenfallende Flussbett schnellstmöglich angehalten.

## Boote
Die kreisförmigen Flöße waren ursprünglich gelb oder orange gefärbt. Wie bei Rapid Rivern üblich, ist der Auftriebskörper ein großer schwarzer Gummiring, auf dem die Sitze angebracht sind. Ein Boot bietet Platz für sechs Passagiere. In der Saison 2010 wurden neue Boote angeschafft, sie tragen nun die Farben Orange, Gelb und Hellbraun. Weiterhin gibt es Griffe an den Seiten der Sitze, die das Einsteigen erleichtern sollen, sowie rutschsichere Stufen und einen größeren Innenring zum Festhalten.

## Renovierung
In der Winterpause 2013/2014 wurden einige Wege entlang der Attraktion neu angelegt sowie dutzende Bäume gefällt. Außerdem wurden beinahe am Ende der Strecke zwei große, interaktive Statuen aufgestellt. Direkt gegenüber – außerhalb der Attraktion – stehen zwei kleinere Statuen, bei denen vorbeilaufende Besucher die Hand in den Mund führen können. Wenn dies passiert, schießt aus dem Mund der entsprechenden großen Statue für einige Sekunden ein Wassersprühstrahl quer über den Kanal, der auch vorbeifahrende Boote trifft.

## Zwischenfälle
- 1995 gingen zwei Jungen über Bord, als sich zwei Boote an einer Engstelle verkeilten und gegenseitig nach oben drückten.[6]
- Im Mai 2000 fielen drei Personen ins Wasser, nachdem ihr Boot während der Fahrt eingeklemmt wurde.[7]
- Am 15. September 2003 kenterte ein voll besetztes Boot. Daraufhin mussten drei Erwachsene und zwei Kinder sich mit Schnitt- und Schürfwunden, Prellungen und einer leichten Gehirnerschütterung im Krankenhaus behandeln lassen. Die Unglücksstelle war dieselbe wie beim Vorfall von 1995.[6][7]